# Гюцпот
Гюцпот (нід. hutspot) — нідерландське м'ясне рагу, до складу якого входять тушковане м'ясо, відварена картопля, морква й цибуля. Цю страву заведено готувати в Лейдені в день зняття іспанської блокади (3 жовтня).
Після того, як відкриття дамб віднесло в море іспанців, які тримали місто в облозі в 1574 році, один лейденський хлопчик, за легендою, знайшов у спорожнілому іспанському таборі величезний казан з гюцпотом. Для змучених голодом містян цей казан став джерелом харчів до того часу, коли до міста підійшли кораблі Вільгельма Оранського, які були завантажені оселедцями та білим хлібом.
Через те, що картопля в XVI столітті була в Європі великою рідкістю, спочатку рецепт страви складався з якогось її замінника, можливо, пастернаку.
Традицію приготування гюцпоту дотримуються і багато вихідців з Нідерландів в Америці: морква надає страві рудуватий відтінок, який нагадує їм про кольори Оранського дому, який править на батьківщині.